# Бгактісіддганта Сарасваті
Бгактісіддганта Сарасваті Тгакура Прабгупада (Bhaktisiddhānta Sarasvatī Ṭhākura Prabhupada IAST; ім'я при народженні — Бімал Прасад Датта; 6 лютого 1874 — 1 січня 1937) — індійський релігійний діяч, видатний проповідник ґаудія-вайшнавізму, засновник Ґаудія-Матху, духовний вчитель Бгактіведанти Свамі Прабгупади.
Бімал Прасад Датта народився у святому місці паломництва місті Пурі, Орісса, Індія. Його батьком був вайшнавский вчений Кедарнатх Датта, який пізніше набув слави під іменем Бгактівінода Тгакура, — він був видатним Ґаудія-Вайшнавським богословом, який першим представив вайшнавізм Чайтан'ї англійською мовою західному світові.
Бімал Прасад отримав популярність за свою надзвичайну ерудицію і вогненний проповідницький дух. До часу, коли йому виповнилося 25 років, Бімал Прасада набув репутацію великого знавця санскриту, математики і астрономії. Після того як він опублікував астрономічний трактат «Сур'я-Сіддганта», на знак визнання його вченості йому було присвоєно титул Сіддганта Сарасваті. У 1905, за вказівкою свого батька, Сіддганта Сарасваті прийняв духовне посвячення від Ґауракішори Даси Бабаджі. Хоча Ґауракішора був шанованим святим і великим відданим Крішни, він був неписьменний і не вніс жодного письмового внеску в розвиток ґаудія-вайшнавського богослов'я. Задоволений смиренням і відданістю свого високоосвіченого учня, Ґауракішора дарував йому свої благословення і попросив Бгактісіддганту «проповідувати Абсолютну Істину і покинути всі інші заняття». Згодом Сіддганта Сарасваті надав цінну допомогу своєму батькові в його місіонерській роботі.
Після смерті Бгактівіноди Тгакури в 1914 року, Сіддганта Сарасваті став головним редактором батьківського журналу «Саджана-тошані», і заснував видавництво «Bhagwat Press» для публікації вайшнавській літератури. У 1918 році він прийняв зречений спосіб життя і разом з ним титул Шріла Бгактісіддганта Сарасваті Ґосвамі Магараджа. З метою проповіді Крішна-бгакті він заснував Ґаудія-Матх з 64 філіями в усій Індії. Штаб-квартира заснованої ним організації, Чайтан'я Ґаудія-Матх була розташована в Маяпурі, місце народження Чайтан'ї. Пізніше він також послав своїх учнів проповідувати в Європі.
З самого початку руху бгакті Чайтан'ї в Бенгалії, до нього приєдналися Харідаса Тхакур та інші мусульмани й індуси за народженням. Подібна відкритість заохочувалася Бхактівінодой Тхакур і на початку XX століття була прийнята Бхактісіддхантой Сарасваті в заснованому ним Ґаудія-Матх тобто
Бхактісіддханта Сарасваті узгодив традицію гаудія-вайшнавізму з технологічними та соціальними реаліями XX століття. Він розглядав друкування літератури найефективнішим способом проповіді кришнаїзму в усьому світу, і сам написав багато значущих переказів, коментарів і філософських есе.

## Життєпис

### Народження
Біма Прасад народився у священному місті Пурі, Орісса. Його батьком був вайшнавський богослов Кедарнатх Датта, що пізніше став відомим під назвою Бгактівіноди Тгакура. Діяльність Бхактівіноди Тгакура була спрямована на відродження занепалого ґаудія-вайшнавізму в Індії. Він молив Бога про те, щоб у нього з'явився син, який допоміг би йому проповідувати. Пізніше вайшнави розтлумачили народження Бхактісіддханти Сарасваті як відповідь на його молитви. Коли він з'явився на світ, пуповина виявилася закрученою навколо його шиї і перетинала груди в точності так, як брахмани носять священний шнур.

### Дитинство

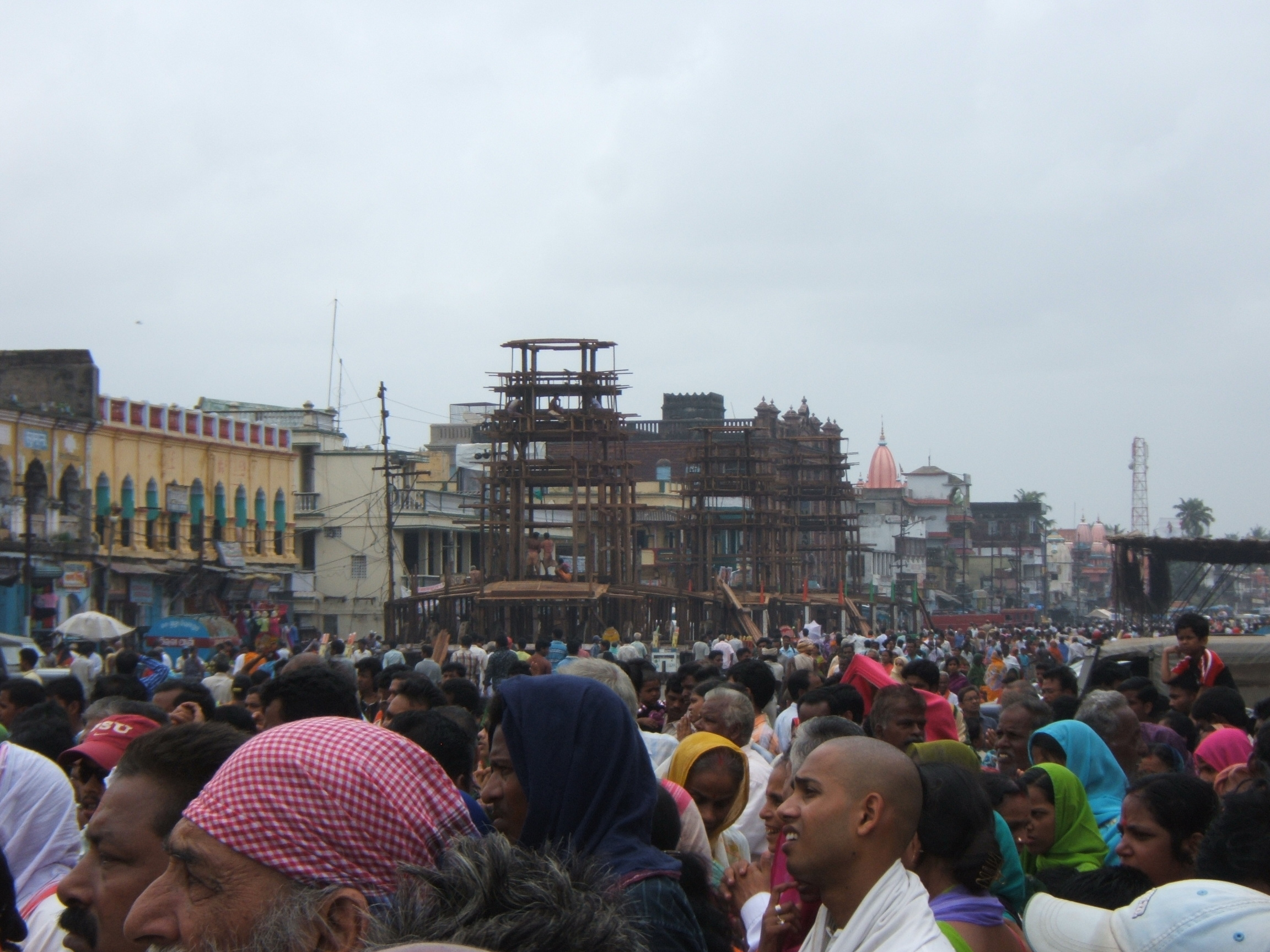
Місце народження Бгактісіддганти місто Джаґаннатга-Пурі під час фестивалю Снан-пурніма

Коли Біма Прасаду було шість місяців, колісниці фестивалю Джаґаннатха Ратха-ятри зупинилися біля воріт будинку Бгактівіноди, і протягом трьох днів їх не могли зрушити з місця. Дружина Бгактівіноди Тхакура піднесла дитину до колісниці і представила його мурті Джаґаннатхи. Раптом дитина витягнув свої ручки і торкнулася стіп Джаґаннатхи, і негайно ж на нього впала ґірлянда з тіла божества.
Одного разу, коли Бімал Прасад був ще чотирирічною дитиною, його батько насварив його за те, що той з'їв манго, ще не запропоноване Крішні. Бімал Прасад, хоча і був дитиною, визнав, що образив Господа, і дав обітницю ніколи більше не їсти манго. Протягом усього свого життя він дотримувався цієї обітниці.
Коли йому було сім років, він вже напам'ять знав усі 700 віршів «Бгаґавад-ґіти» і міг давати їм філософське тлумачення. У той час його батько почав навчати сина редагуванню та видавничій справі, щоб Бімал міг допомагати йому випускати вайшнавський журнал «Саджана-тошані». Разом із Бгактівінодою Тхакуром, він відвідав багато святих місць і почув промови вчених пандитів.

### Прийняття духовного вчителя
У студентські роки Бімал Прасад читав книги, написані його батьком, вважаючи їх кращими за навчальні посібники. До двадцятип'ятирічного віку він уже добре знав санскрит, математику і астрономію і став автором багатьох журнальних статей та книги з ведичної астрономії, за яку отримав ім'я «Сиддханта Сарасваті» на знак визнання його вченості.
Коли йому було двадцять шість років, його батько побажав, щоб він прийняв духовне посвячення у зреченого ченця-вайшнава, Ґауракішори Даси Бабаджі, який і дав йому пораду «проповідувати Абсолютну Істину і покинути всі інші заняття». Отримавши благословення Ґауракішори Даси Бабаджі, Бімал Прасад (тепер вже Сіддганта Сарасваті) вирішив присвятити своє життя служінню Крішні.

### Обітниця повторити мантру «Харе Крішна» мільярд разів
У 1905 у Сиддханта Сарасваті прийняв обітницю повторити Харе Крішна мантру мільярд разів. Оселившись у Маяпурі в солом'яній хатині, неподалік від місця народження Чайтан'ї Махапрабгу, він став повторювати мантру днями і ночами. Один раз на день він готував собі рис у земляному горщику і крім цього рису нічого більше не їв; спав же він на земляній підлозі своєї хатини, а коли крізь солом'яну стріху крапав дощ, він розкривав парасолю і, сидячи під нею, продовжував повторювати мантру.

### Виклик смарта-брахманам
У 1911 році, коли його старий батько сильно захворів і був прикутий до ліжка, Сіддганта Сарасваті кинув виклик псевдо-вайшнавам, які заявляли, що тільки народження в їхній касті давало право проповідувати вайшнавізм.
Товариство кастових брахманів було розсерджене тим, що Бгактівінода Тхакур представив безліч доказів з Писання щодо того, що будь-яка людина, незалежно від народження, може стати брахманом-вайшнавів. Ці так звані смарта-брахмани затіяли суперечку, бажаючи довести, що вайшнави займають нижче положення, ніж вони.
Від імені свого хворого батька Сіддганта Сарасваті написав нарис «Вирішальна відмінність брахмана і вайшнава» і показав його батькові. Незважаючи на своє погане здоров'я, Бгактівінода Тгакур був дуже радий почути аргументи, що могли б повністю розгромити смарта-брахманів, які кинули такий виклик.
Згодом Сіддганта Сарасваті відправився в Міднапур, де на триденну дискусію зібралися пандити з усієї Індії. Першими виступали смарта-брахмани із заявою, що кожен народжений у сім'ї шудр, нехай навіть отримавши посвячення від духовного вчителя, ніколи не зможе очиститися настільки, щоб здійснювати брахманічну діяльність, поклонятися мурті або приймати учнів.
Нарешті, став тримати свою промову Сіддганта Сарасваті. Спочатку він процитував ті вірші з ведичних писань, які прославляли брахманів, що дуже задовольнило вчених смарта-брахманів. Але потім він став наводити ті цитати, які говорили про необхідні властивості для того, щоб стати брахманом, про властивості вайшнава, про те, який зв'язок існує між цими двома типами властивостей, і про кваліфікацію духовного вчителя. Радість смарта-брахманів швидко зникла, коли Сиддханта Сарасваті довів на основі шастр, що якщо людина народжена шудрів, але проявляє властивості брахмана, його слід шанувати так само як брахмана, незважаючи на його походження. Подібним же чином, якщо людина народилася в сім'ї брахмана, але веде себе як шудра, він не є брахманом.
Після того, як Сиддханта Сарасваті закінчив свою промову, тисячі людей оточили його і голова зборів привітав його з цією важливою перемогою богословського вайшнавізму над століттями вкоріненими забобонами смарта-брахманів.

### Прийняття саньяси

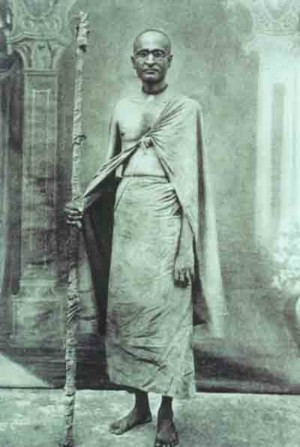
Бгактісіддганта Сарасваті після прийняття саньяси

Після того, як помер його батько, в 1914 році, і духовний вчитель, в 1915 році, Сіддганта Сарасваті продовжив місію Чайтан'ї видаючи «Саджана-тошані» і заснувавши в Крішнанаґарі видавництво «Бгаґават Прес». У 1918 році, в Маяпурі, він сів перед зображенням свого духовного вчителя Ґауракішори Даса Бабаджі і сам присвятив себе в саннйасу. У той час він отримав титул саннйясі «Бгактісіддганта Сарасваті Ґосвамі Магараджа».

### Велика мриданґа друкарського верстата
Шріла Бгактісіддганта дивився на друкування літератури як на найкращий засіб для поширення ґаудія-вайшнавізму в широких масштабах, називаючи його брихат-мриданґою. Він часто казав, що завдяки брихат-мриданзі, великій мриданзі друкованого верстата, послання Шрі Чайтан'ї Магапрабгу буде почуто в усьому світі.

### Ґуру-лев
Шріла Бгактісіддганта був відомий як Сімга-ґуру (ґуру-лев). Якщо він бачив раптом якогось імперсоналіста, він зазвичай кликав цю людину і кидав йому виклик: «Ей, чому ви обманюєте людей, проповідуючи їм філософію майявади?». Він радив своїм учням не йти на компроміс. «Навіщо вам лестити їм?» — Зазвичай говорив він. — «Ви повинні говорити чисту правду, без будь-яких лестощів. Гроші ж прийдуть самі собою».
Коли б Шріла Бхактісіддганта не писав і не говорив про вайшнавську філософію, він був безкомпромісним; висновки його завжди відповідали священним писанням, а логіка була дуже значною.
|  | Не намагайтеся побачити Бога, - говорив Шріла Бхактісіддганта, - але дійте таким чином, ніби Він бачить вас. |

Шріла Бгактісіддганта засуджував тих власників храмів, які роблять бізнес на тому, що показують людям Божества за гроші, і використовують ці кошти на своє проживання. «Бути підмітальником вулиці набагато більш гідно», — говорив він. Він придумав визначення на бенґалі: «Шалаграма-шила, якою колють горіхи». Цим він хотів сказати, що показувати форму Божества Господа просто заради того, щоб робити на цьому гроші, це значить ставитися до Божества, як до предмета, каменя, який можна використовувати у своїх особистих цілях.

### Зустріч із Субхас Чандра Босом
Одного разу політик-націоналіст Субхас Чандра Бос прийшов до Бхактісіддханти, налаштований деякою мірою критично, оскільки був стурбований тим, що Бхактісіддханта «вербує» молодих людей у духовне життя. Бгактіведанта Свамі Прабгупада згадує цей випадок:
|  | Субхас Чандра Бос прийшов до Шрила Бхактісіддханти і сказав: «Ви захопили так багато молодих людей. Вони нічого не роблять для нації». На що Бхактісіддханта відповів: «Добре, але для ваших цілей потрібні дуже сильні люди, а мої люди занадто худі. Подивіться, які вони кволі. Так що не розраховуйте на них. Дозвольте їм їсти що-небудь і повторювати Харе Крішна». Таким чином він ухилився від Боса. |

Бхактісіддханта зазвичай говорив, що настане такий день, коли судді верховного суду будуть відданими Крішни і будуть мати вайшнавітське тілака на лобах, і тоді він скаже, що місія розповсюдження гаудія-вайшнавізма була успішною.

### Ставлення до Ісуса Христа і християнства
Бхактісіддханта говорив, що Ісус Христос був шакті-авеша-аватарою, уповноваженим втіленням Бога. «Як же інакше? Адже заради Бога він пожертвував усім».
«Моральність духовної любові»
З бесіди Бхактісіддханти Сарасваті з професором Сузером з Університету Огайо, що відбулася в Майяпурі в січні 1929 року:
|  | … ми відкрито заявляємо, що ми - кращі і слухняніші християни, ніж люди західних країн. Наше судження в цьому питанні не обмежується лише мирською «моральністю». Моральність духовної любові перевершує навіть нематеріальну моральність, яка набагато вище мирської. Християнська мораль була б досконала, якби до неї додали близькі потаємні відносини з Богом, самозабутню любов до Нього. Для чистої душі, яка перевершила мирську мораль і вступила у сферу божественної любові, моральність цього світу здається мізерною. Але стосовно цієї мирської моральності в неї немає ні байдужості, ні прихильності. З іншого боку, мирська моральність, як вірна служниця, смиренно очікує можливості надати якусь допомогу духовній моральності в служінні Господу трансцендентної Любові. |

### Відомі висловлювання
Своєю вченою мовою він заявляв:
|  | Манери поведінки матеріаліста і в порівняння не можуть йти з поведінкою духовного аристократа. |

Але іноді у своїй промові він висловлювався і простіше:
|  | Мирські вчені, які намагаються зрозуміти Верховного Господа своїми почуттями та розумовими спекуляціями, подібні до людини, яка намагається випробувати смак меду в банці, облизуючи цю банку зовні. |

|  | Філософія без релігії - це сухе розумування; релігія без філософії - це сентиментальність, а іноді й фанатизм. |

Шрила Бхактісіддханта називав увесь світ «суспільством ошуканців і ошуканих». Він наводив такий приклад: занепалі жінки часто відвідують деякі святі місця в Індії з метою спокусити садху, вважаючи, що мати дитину від садху — це престижно. Подібним же чином, аморальні люди одягаються як садху і сидять у надії, що їх спокусять лукаві жінки. Його висновок полягав у тому, що людина повинна прагнути покинути матеріальний світ і повернутися назад до Бога, оскільки, як він висловлювався,
|  | Цей матеріальний світ - місце, не відповідне для джентльмена. |

Коли учні питали його про майбутнє, він ніколи не відповідав: «Так, це має статися», або: «Так, ми збираємося зробити те». Швидше, він говорив: «Так, можливо, — якщо Крішна побажає цього». Хоча у свої молоді роки він був ведичним астрологом і міг передбачати майбутнє, схоже що в пізніший період свого життя він більше не надавав цьому значення.

### Довічне чернецтво
Шрила Бгактісіддганта Сарасваті все своє життя залишався монахом (брахмачарі) і завжди був дуже суворий стосовно властивих цьому укладу життя обмежень у спілкуванні з жінками.
Одного разу Бгактіведанта Свамі Прабгупада сидів зі своїм духовним вчителем, у той час як інший учень теж був там зі своєю молодою дружиною. Ця жінка запитала, чи може вона особисто поговорити з ним, але Бхактісіддханта відповів: «Ні. Що б у вас не було, ви можете запитати про це зараз. Бачитися з вами на самоті я не можу». На Прабхупада це справило сильне враження, оскільки Бхактісіддханте було тоді за шістдесят, а дівчина годилася йому в онуки, але, тим не менш, він міцно тримався свого правила не розмовляти з жінками наодинці.
Шрила Бхактісіддханта був задоволений, коли його учні брали саннйасу. На жаль, одного разу одного з його учнів-саннйясі дружина силою забрала додому, і Шрила Бхактісіддханта сумував через те, що не зміг врятувати його. Але він ніколи не применшував значення сімейного життя. Якось він сказав:
|  | Я займався б сексом сотні разів, якщо б знав, що зможу зробити з моїх дітей відданих Крішни. |

### Проповідь
Своїх брахмачарі він зазвичай посилав продавати книги і журнали, і якщо комусь із них вдавалося продати нехай навіть один або два журнали, це дуже тішило його.
Переглядаючи статті для публікації, він зазвичай підраховував кількість посилань на Крішну і Чайтан'я, і це служило критерієм того, гідна стаття чи ні потрапити в публікований ним журнал. Якщо ці святі імена згадувалися достатню на його думку кількість разів, він давав добро на публікацію матеріалу.
Він часто говорив:
|  | Проповідь - це життя - тільки мертва людина не може проповідувати. |

Коли хто-небудь з його проповідників повідомляв, що ніхто не прийшов на лекцію, він відповідав:
|  | Це не має значення. Вас будуть слухати чотири стіни і цього достатньо. Не турбуйтеся. Продовжуйте оспівувати Святі Імена. |

Коментуючи факт, що деякі з його учнів впали, він говорив:
|  | Хтось з воїнів обов'язково повинен загинути на полі бою. |

### «Мій любий розуме, що ти за вайшнав?»
Бгактісіддганта не хотів, щоб його учні вели легке життя. Одного разу він став лаяти свого учня за те, що той мав поверхневе ставлення до духовності. Він вважав також, що його учні не повинні намагатися усамітнитися, щоб практикувати аскези. Він любив співати написану ним самим пісню «Мана тумі Кісера вайшнава?»:
|  | Мій любий розуме, що ти за вайшнав? У відокремленому місці ти повторюєш Харе Крішна, наслідуючи великих святих Харідаса Тгакура і Рупу Ґосвамі, але насправді, вся твоя медитація - це просто роздуми про жінок і гроші. І твій розум наповнений цієї поганню, тому твоя бгаджана - просто обман. |

Він говорив, що відмовлятися від проповіді у місті заради відокремленої медитації — це обман, спроба наслідувати великих святих з надією отримати від інших дешеве визнання. Тому він ніколи не хотів відкривати відділення Ґаудія-Матх у малолюдному місці.

### Останні дні і смерть
У свої останні дні незадовго до своєї смерті, Шрила Бхактісіддханта займався тим, що читав «Чайтан'я-чарітамріту» і повторював на вервиці мантру. Коли його відвідав лікар з наміром зробити йому укол, Бхактісіддханта запротестував: «Навіщо ви мене турбуєте? Просто повторюйте Харе Крішна». На порозі смерті він залишався в повній свідомості і до самого кінця давав настанови своїм учням. Останніми його словами були:
|  | Всі, хто присутній тут і кого немає, - будь ласка прийміть мої благословення. Будь ласка, завжди пам'ятайте, що наша єдина обов'язок і єдина релігія - поширення і проповідь служіння Господу і Його відданим. |